# Сушилово (Сушиловское сельское поселение)
Сушилово — деревня в Боровичском муниципальном районе Новгородской области. Административный центр Сушиловского сельского поселения. По переписи населения 2010 года в деревне проживают — 196 человек.

## География
Деревня Сушилово расположена у восточной части Мстинской впадины, к югу от Тихвинской гряды, в 15 км к западу от города Боровичи, в 20 км от города Окуловка.

## Население
| 2010 |
| ---- |
| 196  |

В 2014 — 184.

## История
В XV—XVII вв. деревня Сушилово находилась в Шегринском погосте Деревской пятины Новгородской земли.
В середине XV века деревня Сушилово принадлежала сыну бывшего посадника Великого Новгорода Захару Григорьевичу Авинову. После его убийства в 1477 перешла в собственность Ивана III. В 1495 принадлежала Гордею Семёновичу Сарыхозину.
В середине XVI века деревней владел помещик Василий Иванович Шадрин.
В 1773—1927 деревня Сушилово находилась в Боровичском уезде Новгородской губернии. С начала XIX века до 1924 относилась к Шегринской волости Боровичского уезда.
Отмечена на картax 1812, 1816.
В начале XX века в деревне Сушилово проживали 142 человека, дворов было — 22, домов — 30. Имелась часовня. В списке населённых мест Новгородской губернии за 1911 год деревня Сушилово указана как относящаяся к Шегринской волости Боровичского уезда.
В 1924 года Шегринская волость была присоединена к Боровичской волости.
Население деревни Сушилово по переписи населения 1926 года — 200 человек.
В 1927 деревня Сушилово стала центром Сушиловского сельсовета новообразованного Боровичского района.
Население деревни Сушилово в 1940 году — 182 человека.
В 1962 сельсовет и деревня вошли в крупный Боровичский сельский район В 1963 административный Боровичский район был упразднён. В 1965  Сушиловский сельсовет и деревня Сушилово — вновь в Боровичском районе.
После прекращения деятельности Сушиловского сельского Совета в начале 1990-х стала действовать Администрация Сушиловского сельсовета (в 1996 году — Сушиловская сельская Администрация), которая была упразднена с 1 января 2006 года на основании постановления Администрации города Боровичи и Боровичского района от 18 октября 2005 года и Сушилово, по результатам муниципальной реформы является административным центром муниципального образования — Сушиловское сельское поселение Боровичского муниципального района (местное самоуправление), по административно-территориальному устройству подчинена администрации Сушиловского сельского поселения Боровичского района.

## Транспорт
Деревня Сушилово соединена дорогой (1,5 км) с трассой Окуловка—Боровичи, расположенной к югу.

## Экономика, инфраструктура и социальная сфера
В Сушилово расположена администрация сельского поселения (глава Алексеева Елена Владимировна) и правление СПК «Колхоз Родина» (руководитель Галина Васильевна Григорьева).
В 1980-е в Сушилово был построен молочный комплекс на 400 голов. В 2008 году дойное стадо составляло менее ста голов. Специализация СПК «Колхоз Родина»: разведение крупного рогатого скота, выращивание кормовых культур; заготовка растительных кормов.
В деревне есть два магазина — Боровичского РАЙПО и продовольственный магазин ЧП Кабановой, начальная школа, детский сад, фельдшерско-акушерский пункт, Дом культуры, библиотека в здании Дома культуры, и ветлечебница.